# Municipio de Germantown (condado de Turner)
El municipio de Germantown (en inglés: Germantown Township) es un municipio ubicado en el condado de Turner en el estado estadounidense de Dakota del Sur. En el año 2010 tenía una población de 358 habitantes y una densidad poblacional de 3,89 personas por km².

## Geografía
El municipio de Germantown se encuentra ubicado en las coordenadas 43°23′18″N 96°59′1″O / 43.38833, -96.98361. Según la Oficina del Censo de los Estados Unidos, el municipio tiene una superficie total de 92.08 km², de la cual 92,08 km² corresponden a tierra firme y (0 %) 0 km² es agua.

## Demografía
Según el censo de 2010, había 358 personas residiendo en el municipio de Germantown. La densidad de población era de 3,89 hab./km². De los 358 habitantes, el municipio de Germantown estaba compuesto por el 98,32 % blancos, el 0,56 % eran afroamericanos, el 0,56 % eran asiáticos y el 0,56 % eran de una mezcla de razas. Del total de la población el 1,12 % eran hispanos o latinos de cualquier raza.